# Luis de Llano Macedo
Luis de Llano Macedo (Ciudad de México, 9 de junio de 1945), es un productor musical, de televisión mexicano y abusador infantil  
Conocido por formar parte de la producción de telenovelas como Alcanzar una estrella, DKDA y Atrévete a soñar, entre otras, para la cadena Televisa.

## Biografía
Hijo del productor Luis de Llano Palmer y de la actriz del cine mexicano Rita Macedo, es hermano de la actriz y cantante Julissa. Se inició en el mundo de la televisión a los 17 años, como técnico y operador en una estación de televisión localizada en San Antonio, Texas.

### Comienzos
Desde sus inicios mostraba interés el rock siendo pionero del rock and roll mexicano dentro de la agrupación The Spitfires en 1960, donde sería el bajista acompañando en la voz a su hermana, en la guitarra Manuel González "Johnny Dynamo", además Juan Ramón Sordo y José Luis de la Huerta. Los Spitfires fueron uno de los 5 grupos ganadores de un concurso que realizó la compañía discográfica CBS Columbia y la emisora Radio Éxitos, llevado a cabo en noviembre de 1960.“Los Escupefuego” fueron segundo lugar (El 1.er puesto lo llevaron "Los Hooligans"), el grupo solo duraría un par de años, a lo que a partir de este momento se convertiría en un productor de la música popular y del Rock en español en México.

### Carrera
En 1969 ingresa a Telesistema Mexicano como director de promoción central de los canales 2, 4 y 5, donde se mantiene hasta 1970. En 1971 llega a Televisión Independiente de México como director creativo.[cita requerida]
En 1971 el joven Luis realiza junto con Justino Compean, Eduardo y Alfonso López más Armando Molina el 1er. Gran Festival de Rock en México llamado Festival de Avándaro o Festival de Rock y Ruedas de Avándaro en lo que entonces eran terrenos para correr autos deportivos junto a un Club de Golf, en sus planes estaba realizar un Festival musical como Festival de Woodstock con una afluencia masiva no mayor a 15 mil personas, pero las circunstancias les tenían preparadas otras expectativas y al festival llegaron más de 350 mil personas (Algunos cuentan más de 650 mil) siendo uno de los festivales más concurridos en el mundo en toda la historia, esto asusto al Gobierno, empresarios y medios de comunicación de la época y desde entonces por razones políticas los eventos musicales de Rock quedaron prohibidos para realizarse en vivo y para transmitirse en televisión,  prohibiciones que se levantarían ante el auge del Rock en Español a finales de los años 80.
En 1973 con la fusión de Telesistema Mexicano y Televisión Independiente de México se convierte en productor y director de la recién cadena creada Televisa.
En 1982 se desempeña como productor de especiales musicales de Televisa teniendo a su cargo la producción de eventos como Copa Mundial de Fútbol de 1986 (inauguración y clausura) y de 1992 a 2016 fue Vicepresidente de programación musical de Televisa, teniendo a su cargo la producción de eventos como El Pabellón de México en la Exposición Universal de Sevilla de 1992 para los Juegos Olímpicos de ese año, coproducción para el Festival Internacional de la Canción de Viña del Mar, la Entrega de los Premios TVyNovelas, Nuestra Belleza México, el Festival Acapulco, Premios El Heraldo de México (Noche de los Heraldos), entre otros.
Actualmente realiza eventos con su productora independiente Creatividad Artística, de igual manera sigue desarrollando proyectos para Televisa con el brazo Televisa Networks además de volver a escribir ahora en libros y para diferentes medios impresos.

## Controversia

### Acusaciones
El 8 de marzo de 2022, la cantante y exTimbiriche Sasha Sokol denunció, a través de su cuenta de Twitter, el abuso de poder y sexual del que fue víctima por parte del productor, cuando él tenía 39 años de edad y ella, 14.
El 10 de mayo de 2023, Sasha Sokol anunció que de Llano fue condenado por daño moral por un juzgado del Tribunal Superior de Justicia de la Ciudad de México.
El 25 de junio de 2025 la Suprema Corte de Justicia de la Nación (SCJN) desestimó las apelaciones por parte de Luis de Llano y ratificó la condena civil en su contra, por abuso moral (derivado del abuso sexual) de una menor cuando él era su representante artístico. La relación ilícita y abusiva comenzó en 1984, cuando la menor tenía 14 años y el 39.

## Trayectoria

### Telenovelas - productor ejecutivo
- Esperanza del corazón (2011/12)
- Atrévete a soñar (2009/10)
- DKDA (1999/2000)
- Canción de amor (1996)
- Confidente de secundaria (1996)
- Agujetas de color de rosa (1994/95)
- Buscando el paraíso (1993/94)
- Baila conmigo (1992)
- Alcanzar una estrella II (1991)
- Alcanzar una estrella (1990)

### Productor de series de televisión
- SuSana Adicción (Late Night Show) (2010 - 2018)
- Nueva vida (2013)
- Mi generación (1997/98)
- Papá soltero (1987-94)
- Música Futura (1988 - 1989)
- Super Rock en Concierto - Sábados del Rock (1984 - 1985)
- Videocosmos (1984-91)
- Cachún cachún ra ra! (1981-87)

### Productor de películas
- ¿Dónde quedó la bolita? (1993)
- Más que alcanzar una estrella (1992)
- ¡¡Cachún cachún ra-ra!! (Una loca, loca, preparatoria) (1984)

### Productor de teatro
- Baila conmigo (1992) En el Centro de Espectáculos Premier
- El Show de Terror de Rocky (1986) Teatro Fru-Fru,
- '"Vaselina con Timbiriche (1984 - 1987) En los Televiteatros, hoy Centro Cultural Telmex.
- Hamlet 1984 Teatro Xola
- Jesucristo Superestrella (1984 - 1985) En los Televiteatros, hoy Centro Cultural Telmex.

### Productor de especiales musicales en televisión
- Backstreet Boys
- Festival Acapulco
- Festival OTI de la Canción
- Timbiriche (banda) (1981 - 2017)
- Soda Stereo
- Alaska y Dinarama
- Miguel Bosé (1985 - 1990)
- Mecano
- Olé Olé
- Miguel Ríos
- Kenny y los Eléctricos, Ritmo Peligroso, Rostros Ocultos, Bruno Danzza, Felix and the Cats, Aleks Syntek, Taxi
- Sasha Sokol
- Flans
- Alejandra Guzmán
- Julieta Venegas
- Lucía Méndez
- Daniela Romo (1983-1985)
- Liza Minnelli
- Premios TVyNovelas (México)
- Valores Juveniles Bacardi
- Premios El Heraldo de México (La Noche de los Heraldos - El Rostro del Heraldo)
- The Jackson 5 (1975) [9]

### Productor de agrupaciones
- Kabah (1992/2005)
- Garibaldi (1988/1996)
- Micro Chips (1987/1993)
- Fresas con crema (1982/88)
- Timbiriche (1982/1994)

## Premios y nominaciones
Premios TVyNovelas (telenovelas)
| Año  | Categoría                | Telenovela                | Resultado |
| ---- | ------------------------ | ------------------------- | --------- |
| 1995 | Mejor telenovela         | Agujetas de color de rosa | Nominada  |
| 1995 | Mejor telenovela juvenil | Agujetas de color de rosa | Ganadora  |
| 1993 | Mejor telenovela         | Baila conmigo             | Nominada  |
| 1991 | Mejor telenovela         | Alcanzar una estrella     | Ganadora  |

Premios Eres
| Año  | Categoría                     | Telenovela                | Resultado |
| ---- | ----------------------------- | ------------------------- | --------- |
| 1995 | Mejor telenovela              | Agujetas de color de rosa | Ganador   |
| 1993 | Mejor productor de telenovela | Baila conmigo             | Ganador   |
| 1992 | Mejor producción              | Alcanzar una estrella II  | Ganador   |
| 1991 | Mejor telenovela              | Alcanzar una estrella     | Ganador   |
| 1991 | Mejor producción              | Alcanzar una estrella     | Ganador   |

Premios TVyNovelas (programas)
| Año  | Categoría                        | Variedades                                  | Resultado |
| ---- | -------------------------------- | ------------------------------------------- | --------- |
| 2014 | Mejor programa especial          | Festival Acapulco                           | Ganador   |
| 2014 | Mejor Serie                      | Nueva Vida                                  | Nominada  |
| 2013 | Mejor programa especial          | Festival Acapulco                           | Ganador   |
| 2012 | Mejor programa de TV Restringida | Su Sana Adicción                            | Nominado  |
| 2012 | Mejor programa especial          | Nuestra Belleza México 2011                 | Nominado  |
| 2011 | Mejor programa especial          | Nuestra Belleza México 2010                 | Nominado  |
| 2010 | Mejor programa especial          | Ricardo Arjona desde el centro de la tierra | Ganador   |
| 2005 | Mejor programa especial          | Festival Acapulco                           | Nominado  |
| 1999 | Mejor programa especial          | Encuentro de generaciones con el Papa       | Ganador   |
| 1994 | Mejor programa de comedia        | Papá soltero                                | Nominado  |
| 1993 | Mejor programa especial          | Feliz año nuevo 1993                        | Ganador   |
| 1991 | Mejor programa de comedia        | Papá soltero                                | Nominado  |
| 1985 | Mejor programa de comedia        | Cachún cachún ra ra!                        | Ganador   |
| 1984 | Mejor programa de comedia        | Cachún cachún ra ra!                        | Ganador   |
| 1983 | Mejor programa de comedia        | Cachún cachún ra ra!                        | Ganador   |

- Premio Luis de Llano Palmer (2013)

Premios Heraldo de México
| Año  | Categoría        | Telenovela                | Resultado |
| ---- | ---------------- | ------------------------- | --------- |
| 1995 | Mejor telenovela | Agujetas de color de rosa | Nominada  |

Premios TP de Oro
| Año  | Categoría        | Telenovela                | Resultado |
| ---- | ---------------- | ------------------------- | --------- |
| 1995 | Mejor telenovela | Agujetas de color de rosa | Nominada  |